# Catedral d'Àvila
La Catedral de Crist Salvador d'Àvila és un temple de culte catòlic a la ciutat d'Àvila, seu episcopal de la diòcesi d'Àvila, a Castella i Lleó, Espanya. Va ser projectada com a temple i fortalesa, sent el seu absis un dels cubs de les muralles d'Àvila. Està envoltada de diverses cases o palaus senyorials, sent els més importants el dels Velada, el del Rey Niño i el de Valderrábanos, els quals tenien assignada la defensa de la Porta de los Leales o del Peso de la Harina.

## Història

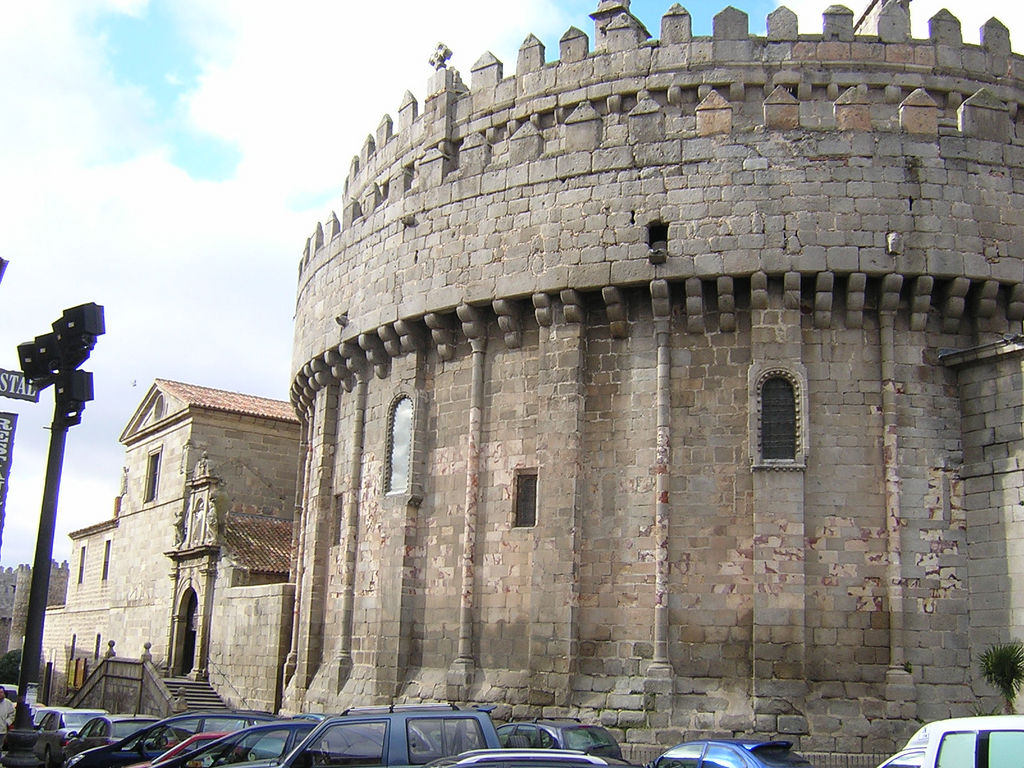
Absis de la catedral

No se sap amb precisió quan es va iniciar la construcció de la catedral, havent-hi dues teories, una que defensa que Alvar García va començar a construir-la l'any 1091 sobre les restes de l'església de San Salvador, arruïnada pels successius atacs musulmans, i que Alfons VI va recaptar els diners necessaris per edificar-la.
No obstant això, la majoria dels historiadors atorguen al mestre Fruchel l'autoria de la catedral i la daten al segle xii, coincidint en la línia temporal de la repoblació castellana duta a terme per Ramon de Borgonya. Es creu que Fruchel va construir la part més antiga de la catedral, la corresponent a la capçalera, mentre que el cos de naus, les capelles adjacents i la rematada de les torres, serien fruit de les successives obres entre els segles xiii i xvi.

## Arquitectura
Es tracta de la primera catedral gòtica d'Espanya, sent la zona construïda per Fruchel d'estil romànic de transició al gòtic. Posteriorment, diferents mestres van continuar i van modificar el pla d'obres ja d'estil gòtic ple.
Del segle xiii són el primer cos de les torres i les naus i del xiv el segon cos de les torres (una d'elles inacabada), el claustre, les voltes i els arcbotants. Ja al segle xv s'acaben totes les obres de la catedral i en 1475 Juan Guas construeix el rellotge mecànic, a més de traslladar la primitiva portalada occidental al costat nord.

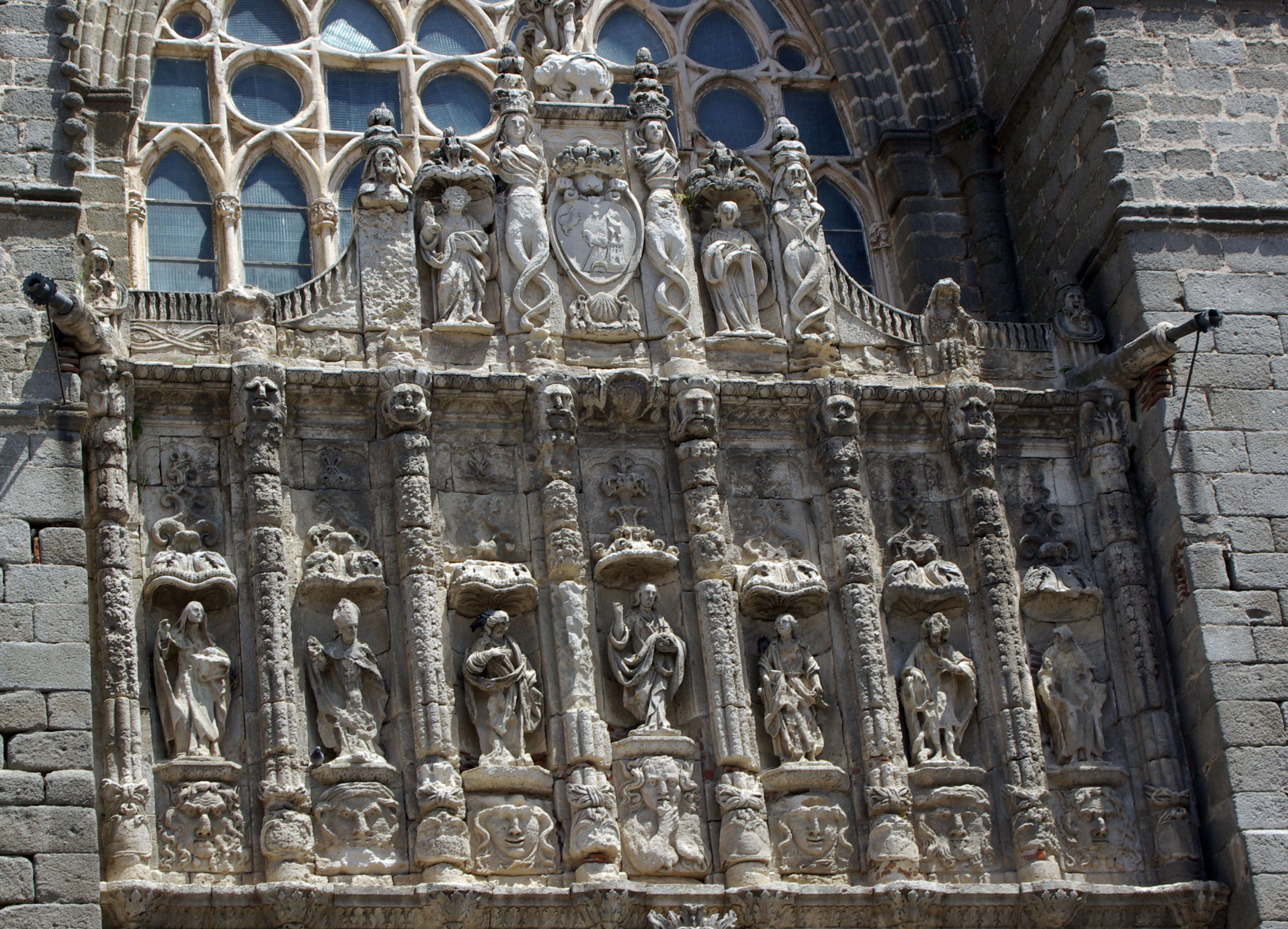
Detall del pòrtic

La percepció espacial del temple es va modificar substancialment amb la construcció del cor; el rerecor, realitzat per Lucas Giraldo i Juan Rodríguez, és una obra en pedra calcària de grans dimensions.
Al llarg dels segles van ser construint diverses capelles, com la de San Segundo i Los Velada, al segle xvi. Una altra obra important de Juan Rodríguez en col·laboració amb Lucas Giraldo és l'Altar de Santa Catalina.
L'Altar major el comença, en 1502, Pedro Berruguete, autor de les vuit taules de la predel·la: evangelistes, doctors de l'església, la Flagel·lació i l'Oració a l'Hort, probablement acabada per Santa Cruz, artista que continuaria l'obra amb les taules de la Crucifixió, Resurrecció i Epifania. Finalment acaba el retaule Juan de Borgoña.
Sota la protecció de la Declaració genèrica del Decret de 22 d'abril de 1949, i la Llei 16/1985 sobre el Patrimoni Històric Espanyol.

## Interior

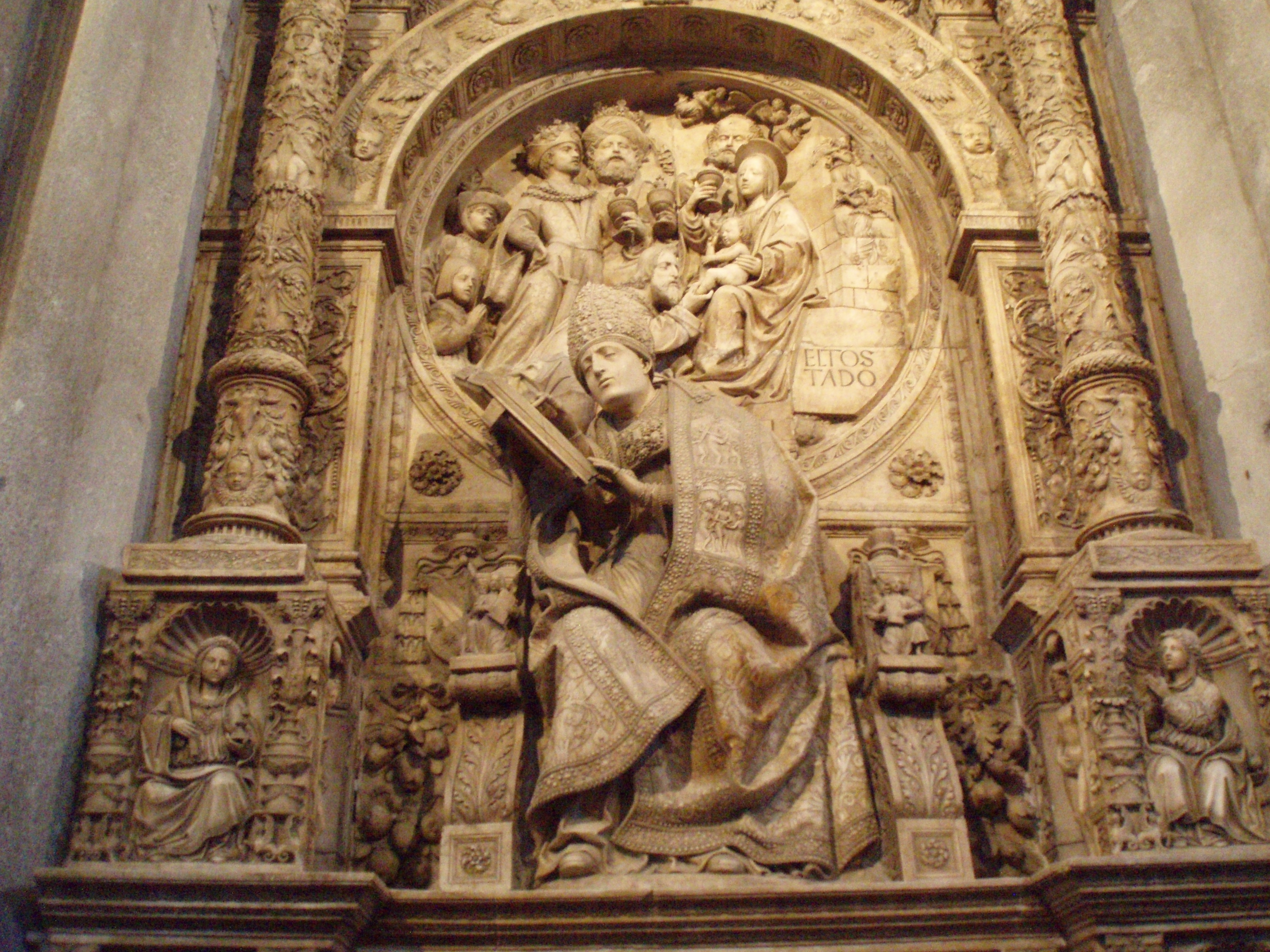
Sepulcre d'Alonso Fernández de Madrigal

La Catedral d'Àvila és considerada com la primera catedral gòtica d'Espanya.
La planta posseeix influències franceses i certa semblança amb la basílica de Saint-Denis, la primera església gòtica. De gran originalitat és la capçalera, per un doble motiu: a l'exterior està fortificada, a manera d'absis massís i emmerletat, popularment conegut com a Cimorro; mentre que a l'interior presenta un doble deambulatori, amb fines columnes i arcs ogivals, que aporten a aquest espai una sensació de lleugeresa i diafanitat.
El cos de naus correspon a un període en el qual el gòtic havia entrat en una fase més depurada i lluminosa. Les tres naus són d'igual amplària però la central és notablement més alta, i s'obre amb grans finestrals a l'exterior. Les voltes són en la seva majoria de creueria simple quadripartida.
A la catedral hi reposen les restes mortals de l'historiador i penúltim president del govern de la II República en l'exili, Claudio Sánchez Albornoz i del President del Govern d'Espanya de 1977 a 1981 Adolfo Suárez i la seva esposa, Amparo Illana.